# Державний трибунал Польщі
Державний трибунал Польщі (TS) – конституційний орган судової влади в Польщі, головним завданням якого є забезпечення відповідальності вищих органів державної влади та посадових осіб за порушення Конституції чи закону у зв'язку з займаною посадою або в межах компетенції їхньої служби (іншими словами: вчинення конституційного правопорушення) та за злочини загального та казначейства у справі Президента Республіки Польща.
Діяв у міжвоєнний період і знову з 1982 р.; наразі він слухав 4 справи.

## Історія

### 1921–1952 роки
Інститут конституційної відповідальності був запроваджений Березневою конституцією, прийнятою в 1921 році, а також був збережений у наступній Квітневій конституції 1935 року. Відповідно до Березневої конституції він складався з першого голови Верховного суду, 8 суддів, призначених сеймом з-поза його групи, і 4 суддів, призначених сенатом. У Квітневій конституції складається з ПП Верховного Суду та шести суддів загальних судів, обраних президентом із числа тих, що вказані в подвійному числі Сеймом і Сенатом. Юрисдикція трибуналу регулювалася державними актами трибуналу 1923 і 1936 років.
Після Другої світової війни, всупереч декларації, що міститься в так звана мала конституція 1947 р., державний трибунал не було відновлено; в конституції 1952 року взагалі не було відповідних норм.
Єдине провадження в Державному трибуналі в міжвоєнний період відоме як справа Чеховича.

### З 1982 року
Інститут Державного трибуналу було відновлено лише в 1982 році Законом від 26 березня 1982 року про Державний трибунал від 6 квітня 1982 року. Цей закон разом із наступними змінами є чинним і сьогодні.

## Відповідальність перед Державним трибуналом
Лише представники вищих органів державної влади, перелічені у ст. 198 Конституції. Це:
- Президент Республіки Польща - за порушення Конституції чи закону, а також за загальні та фінансові злочини, де ця відповідальність є виключною (президента може покарати лише Державний трибунал),
- Маршал Сейму та Маршал Сенату, який виконує обов'язки Президента Республіки Польща, - за порушення Конституції чи закону,
- Прем'єр-міністр і члени Ради міністрів - за порушення Конституції або закону та за правопорушення, пов'язані з виконуваними ними функціями,
- Президента НБП - за порушення Конституції чи закону,
- Голова Вищої контрольної палати – за порушення Конституції чи закону,
- членів Національної ради з питань телерадіомовлення - за порушення Конституції чи закону,
- керівників міністерств - за порушення Конституції чи закону,
- Головнокомандувач Збройними Силами - за порушення Конституції або закону,
- депутати та сенатори - за порушення заборони на провадження господарської діяльності, яка полягає в отриманні фінансової вигоди від Державного казначейства, та за порушення заборони придбання активів у Державному казначействі або органах місцевого самоврядування.

Рішення про звернення до Державного суду приймається:
- Національні збори:
  - щодо Президента Республіки Польща, заява в цій справі має бути підписана принаймні 1/4 (140) членами ZN, і рішення про притягнення Президента до Державного Трибуналу приймається, якщо принаймні 2 /За це голосують 3 (374) члени ДТ.
- Сейм:
  - щодо президента та членів Ради міністрів, запит у цьому питанні може бути поданий принаймні 1/4 (115) депутатами або президентом Республіки Польща, а рішення про залучення члена ради міністрів перед Державним трибуналом проводиться, якщо за нього проголосує не менше 3/5 (276) депутатів.
  - щодо Президента НБП, Голови Вищої контрольної палати, членів Національної ради з телерадіомовлення та Головнокомандувача збройними силами, подання з цього питання може бути подано принаймні 1/4 ( 115) депутатів або Президента Республіки Польща (за підписом), а рішення про передачу справи до Державного суду приймається абсолютною більшістю голосів за присутності не менше половини законної кількості депутатів у складі. Сейм.
  - щодо депутатів подання в цьому питанні може бути подано Маршалком Сейму Республіки Польща, а рішення про притягнення депутата до Державного Трибуналу приймається абсолютною більшістю голосів Сейму.
- Сенат:
  - щодо сенаторів клопотання в цьому питанні може бути подано Маршалком Сенату Республіки Польща, а рішення про притягнення сенатора до Державного Трибуналу приймається абсолютною більшістю голосів у Сенаті.

Заява про притягнення до Державного трибуналу також може бути подана парламентським слідчим комітетом щодо Президента НБП, Голови Вищої контрольної палати, членів Національної ради з телерадіомовлення та Головнокомандувача збройних сил, якщо його підтримали не менше 2/3 складу Комітету, за присутності не менше половини його членів. Для того, щоб будь-яка з вищезгаданих суб’єктів була притягнута до Державного Трибуналу, як у випадку заяви, поданої депутатами, вона повинна бути підтримана під час голосування абсолютною більшістю голосів у Сеймі.
Державний трибунал може накласти санкції:
- втрата активних і пасивних виборчих прав ,
- втрата всіх або окремих орденів, нагород і почесних звань,
- заборона займати керівні посади або виконувати функції, пов'язані з особливою відповідальністю в органах державної влади та громадських організаціях,
- позбавлення депутатського мандата (від 2 до 10 років),
- втрата займаної посади, виконання якої пов'язане з відповідальністю перед Державним судом,
- за злочини та податкові правопорушення - покарання та заходи покарання, передбачені законами.

Рішення, винесене Державним трибуналом, є остаточним – у Польщі немає іншого органу, який міг би його скасувати. Крім того, Державний трибунал є єдиним судовим органом, який виносить вироки, за якими Президент Республіки Польща не може помилувати засудженого.

## Члени Державного Трибуналу
Склад Державного трибуналу визначено ст. 199 Конституції. Державний трибунал складається з голови, який за посадою є Першим Головою Верховного Суду, 2 віце-голів і 16 членів, які обираються Сеймом поза групою депутатів і сенаторів на термін повноважень Сейму. Заступники голови Трибуналу та не менше половини членів Державного Трибуналу повинні мати кваліфікацію, необхідну для обіймання посади судді.
Відповідно до ст. 200 Конституції, члени Державного трибуналу користуються офіційним імунітетом і привілеєм недоторканності. Жоден член Державного трибуналу не може бути притягнутий до кримінальної відповідальності або позбавлений волі без згоди Трибуналу. Члени Трибуналу також не можуть бути затримані або заарештовані, за винятком випадків, коли вони були спіймані на місці вчинення злочину і їхнє затримання є необхідним для забезпечення належного провадження. У такій ситуації про затримання має бути негайно повідомлено голову Державного трибуналу, який може розпорядитися про негайне звільнення затриманої особи.